# Bundesgerichtskreis
Als Bundesgerichtskreise werden in den Vereinigten Staaten geographische Einheiten bezeichnet, die vom Kongress zur besseren Verwaltung der Bundesgerichtsbarkeit errichtet wurden. Jeder Bezirk enthält mehrere Bundesbezirksgerichte als erste Instanzen und ein Bundesberufungsgericht, das für Berufungen gegen Urteile der Bundesbezirksgerichte im selben Bezirk zuständig ist.
Zurzeit existieren elf nummerierte Kreise für die Bundesstaaten und Außengebiete und ein Kreis für den Hauptstadtbezirk.
Außerdem existiert seit 1982 das Bundesberufungsgericht für den Bundesbezirk, das im Gegensatz zu den anderen Bundesberufungsgerichten nicht für Fälle aus einem bestimmten geographischen Bereich zuständig ist, sondern bundesweit alle Berufungsfälle bestimmter Fachbereiche (u. a. Patentrecht, internationaler Handel, Angelegenheiten der Veteranen) bearbeitet.
Die folgende Liste enthält alle derzeitigen Bundesgerichtskreise mit den darunter fallenden Bundesstaaten und Territorien. In Klammern steht der Name der Stadt, in dem das zugehörige Berufungsgericht seinen Sitz hat.
| Hauptstadtbezirk (Washington) - District of Columbia 1. Kreis (Boston) - Maine - Massachusetts - New Hampshire - Puerto Rico - Rhode Island 2. Kreis (New York) - Connecticut - New York - Vermont 3. Kreis (Philadelphia) - Delaware - New Jersey - Pennsylvania - Amerikanische Jungferninseln 4. Kreis (Richmond) - Maryland - North Carolina - South Carolina - Virginia - West Virginia | 5. Kreis (New Orleans) - Louisiana - Mississippi - Texas 6. Kreis (Cincinnati) - Kentucky - Michigan - Ohio - Tennessee 7. Kreis (Chicago) - Illinois - Indiana - Wisconsin 8. Kreis (St. Louis) - Arkansas - Iowa - Minnesota - Missouri - Nebraska - North Dakota - South Dakota | 9. Kreis (San Francisco) - Alaska - Arizona - Kalifornien - Guam - Hawaii - Idaho - Montana - Nevada - Nördliche Marianen - Oregon - Washington 10. Kreis (Denver) - Colorado - Kansas - New Mexico - Oklahoma - Utah - Wyoming 11. Kreis (Atlanta) - Alabama - Florida - Georgia Bundesbezirk (Washington) - bundesweit zuständiges Gericht |